# Туманність Маленька Гантель
Туманність Мала Гантель (також Мессьє 76, PK 130-10.1, NGC 650/651) — планетарна туманність у сузір'ї Персея. Спочатку вважалося, що вона складається з двох окремих туманностей, і тому їй дали два номери в каталозі NGC 650 і NGC 651. Це один з найтьмяніших об'єктів у списку Мессьє.
Відкривачем цього об'єкта є Мешан П'єр Франсуа Андре, який вперше спостерігав за об'єктом 5 вересня 1780 р.